# Décès en juin 2023
Décès
- 2019
- 2020
- 2021
- 2022
- 2023
- 2024
- 2025
- 2026
- 2027

Pour une information complémentaire, voir la page d'aide.

| Date              | Nom                         | Activités                                                                                                | Âge   | Source |
| ----------------- | --------------------------- | --- | ----- | ------ |
| 1er juin          | Guillaume Bats              | Humoriste français.                                                                                      | 36    |        |
| 1er juin          | Margit Carstensen           | Actrice allemande.                                                                                       | 83    | (de)   |
| 1er juin          | David Jones                 | Athlète de sprint britannique, médaillé de bronze aux Jeux olympiques d'été de 1960.                     | 83    | (en)   |
| 1er juin          | Grégor Marchand             | Archéologue français.                                                                                    | 55    |        |
| 1er juin          | Robert Rigot                | Sculpteur français.                                                                                      | 93    |        |
| 1er juin          | Reinhold Senn               | Lugeur autrichien, médaillé d'argent aux Jeux olympiques d'hiver de 1964.                                | 86    | (de)   |
| 1er juin          | Cynthia Weil                | Compositrice américaine.                                                                                 | 82    | (en)   |
| 2 juin            | Joël Froment                | Peintre français.                                                                                        | 85    |        |
| 2 juin            | Willie Marshall             | Joueur canadien de hockey sur glace.                                                                     | 92    | (en)   |
| 2 juin            | Philippe Pozzo di Borgo     | Homme d'affaires français, devenu tétraplégique.                                                         | 72    |        |
| 2 juin            | Philippe Rondest            | Acteur, metteur en scène et dramaturge français.                                                         | 76    |        |
| 2 juin            | Kaija Saariaho              | Compositrice finlandaise.                                                                                | 70    |        |
| 2 juin            | Jean Salis                  | Pilote d'avion et conservateur du patrimoine aéronautique français.                                      | 86    |        |
| 2 juin            | Reno Salvail                | Photographe, auteur et conférencier québécois.                                                           | 75    |        |
| 2 juin            | Yukiko Takayama             | Scénariste et réalisatrice japonaise.                                                                    | 78    | (ja)   |
| 2 juin            | Medet Tchobanov             | Théoricien de la littérature soviétique puis azerbaïdjanais.                                             | 86    | (az)   |
| 3 juin            | Paul Geoffrey               | Acteur britannique.                                                                                      | 68    | (en)   |
| 3 juin            | Jim Hines                   | Athlète de sprint américain, double champion olympique aux Jeux olympiques d'été de 1968.                | 76    |        |
| 3 juin            | Dionisije Pantelić          | Théologien et moine serbe.                                                                               | 90    | (sr)   |
| 3 juin            | Maggy Willemsen             | Dessinatrice, peintre et graveuse belge.                                                                 | 84    |        |
| 4 juin            | Mariano Arana               | Architecte et homme politique uruguayen.                                                                 | 90    | (es)   |
| 4 juin            | Germán Chaves               | Coureur cycliste colombien.                                                                              | 28    | (es)   |
| 4 juin            | Pierre Gruneberg            | Entraîneur sportif, moniteur de ski et de natation français.                                             | 92    |        |
| 4 juin            | Sulochana Latkar            | Actrice du cinéma indien.                                                                                | 94    | (en)   |
| 4 juin            | Zdenek Pouzar               | Mycologue tchèque.                                                                                       | 91    | (cs)   |
| 4 juin            | Thrangu Rinpoché            | Tulkou tibétain.                                                                                         | 89    | (en)   |
| 4 juin            | Ruth Schweikert             | Femme de lettres suisse d'expression allemande.                                                          | 57    |        |
| 4 juin            | Carl-Magnus Skogh           | Pilote de rallye automobile suédois.                                                                     | 97    | (se)   |
| 4 juin            | George Winston              | Pianiste américain.                                                                                      | 73    | (en)   |
| 5 juin            | Francesco Del Balso         | Mafioso canadien.                                                                                        | 53    |        |
| 5 juin            | Astrud Gilberto             | Chanteuse brésilienne.                                                                                   | 83    |        |
| 5 juin            | Robert Hanssen              | Espion et agent dormant américain.                                                                       | 79    | (en)   |
| 5 juin            | Tina Joemat-Pettersson      | Femme politique sud-africaine.                                                                           | 59    | (en)   |
| 5 juin            | Vadim Malakhatko            | Joueur d'échecs ukrainien puis belge.                                                                    | 46    | (uk)   |
| 5 juin            | Augusto Marcaletti          | Coureur cycliste italien.                                                                                | 88    | (it)   |
| 5 juin            | John Morris                 | Homme politique britannique.                                                                             | 91    | (en)   |
| 5 juin            | Mohamed Moâtassim           | Universitaire et homme politique marocain.                                                               | 67    |        |
| 5 juin            | Lilita Ozoliņa              | Actrice lettone.                                                                                         | 75    | (lv)   |
| 6 juin            | Jean-Louis Amiet            | Herpétologiste et entomologiste français.                                                                | 86    |        |
| 6 juin            | Paul Eckstein               | Acteur, scénariste et producteur américain.                                                              | 59    | (en)   |
| 6 juin            | Françoise Gilot             | Artiste peintre et écrivain française, compagne de Picasso.                                              | 101   |        |
| 6 juin            | Pierre Henrici              | Prêtre jésuite suisse.                                                                                   | 95    |        |
| 6 juin            | Geoffrey Holt               | Philantrope américain.                                                                                   | 82    | (en)   |
| 6 juin            | Mike McFarlane              | Athlète de sprint britannique, médaillé d'argent aux Jeux olympiques d'été de 1988.                      | 63    | (en)   |
| 6 juin            | Tony McPhee                 | Guitariste britannique.                                                                                  | 79    | (en)   |
| 6 juin            | Noreen Nash                 | Actrice américaine.                                                                                      | 99    |        |
| 7 juin            | Djaffar Bensetti            | Trompettiste et saxophoniste algérien.                                                                   | 60    |        |
| 7 juin            | Saskia Hamilton             | Poétesse et éditrice américaine.                                                                         | 56    | (en)   |
| 7 juin            | Iron Sheik                  | Catcheur iranien.                                                                                        | 81    | (en)   |
| 7 juin            | Tony Murray                 | Milliardaire franco-britannique.                                                                         | 103   |        |
| 7 juin            | João Clemente Baena Soares  | Diplomate brésilien.                                                                                     | 92    | (pt)   |
| 8 juin            | Klaus Beer                  | Athlète de sauts en longueur est-allemand, médaillé d'argent aux Jeux olympiques d'été de 1968.          | 80    | (de)   |
| 8 juin            | Guido Bodrato               | Homme politique italien.                                                                                 | 90    | (it)   |
| 8 juin            | Julie Garwood               | Romancière américaine.                                                                                   | 78    | (en)   |
| 8 juin            | Otis Grand                  | Musicien de blues américain.                                                                             | 73    |        |
| 8 juin            | Véronique Jardin            | Nageuse française.                                                                                       | 56    |        |
| 8 juin            | Louis LeBel                 | Juriste canadien.                                                                                        | 83    |        |
| 8 juin            | Renato Longo                | Coureur cycliste italien.                                                                                | 85    | (it)   |
| 8 juin            | Domingo Perurena            | Coureur cycliste espagnol.                                                                               | 79    |        |
| 8 juin            | Ralé Rašić                  | Joueur puis entraîneur de football yougoslave naturalisé australien.                                     | 87    |        |
| 8 juin            | Pat Robertson               | Télévangéliste américain.                                                                                | 93    | (en)   |
| 8 juin            | Jorge Roldán                | Footballeur et entraîneur guatémaltèque.                                                                 | 82    | (es)   |
| 8 juin            | André Simon                 | Coureur cycliste antiguais.                                                                              | 35    | (en)   |
| 9 juin            | Barbara Borys-Damięcka      | Metteuse en scène de théâtre et de télévision et femme politique polonaise.                              | 85    | (pl)   |
| 9 juin            | Ndoye Douts                 | Artiste plasticien sénégalais.                                                                           | 50    |        |
| 9 juin            | Dinah Faust                 | Actrice et chanteuse française.                                                                          | 96    |        |
| 9 juin            | Yumie Hiraiwa               | Écrivain japonais.                                                                                       | 91    | (en)   |
| 9 juin            | Denis Kessler               | Administrateur de société, économiste et homme d'affaires français.                                      | 71    |        |
| 9 juin            | Serajul Alam Khan           | Analyste politique, philosophe et écrivain bangladais.                                                   | 82    | (en)   |
| 9 juin            | Daniel Mandon               | Homme politique français.                                                                                | 84    |        |
| 9 juin            | Floyd Martin                | Joueur de hockey sur glace canadien, médaillé d'argent et de bronze olympique (1956, 1960).              | 93    | (en)   |
| 9 juin            | Helmar Müller               | Athlète ouest-allemand, spécialiste du 400 mètres, médaillé de bronze aux Jeux olympiques d'été de 1968. | 83    | (de)   |
| 9 juin            | Alain Touraine              | Sociologue français.                                                                                     | 97    |        |
| 10 juin           | Hassana Alidou              | Pédagogue et diplomate nigérienne.                                                                       | 60    | (en)   |
| 10 juin           | Clive Barker                | Entraîneur de football sud-africain.                                                                     | 78    | (en)   |
| 10 juin           | Michel Cosem                | Romancier, poète et éditeur français.                                                                    | 84    |        |
| 10 juin           | Étienne De Beule            | Coureur cycliste belge.                                                                                  | 69    | (nl)   |
| 10 juin           | Park Je-chun                | Écrivain et poète sud-coréen.                                                                            | 78    | (ko)   |
| 10 juin           | Jean Jeener                 | Chimiste et physicien belge                                                                              | 91    | (en)   |
| 10 juin           | Theodore Kaczynski          | Terroriste américain.                                                                                    | 81    |        |
| 10 juin           | Jari Niinimäki              | Footballeur international finlandais.                                                                    | 65    | (fi)   |
| 10 juin           | Nuccio Ordine               | Philosophe et critique littéraire italien.                                                               | 64    | (it)   |
| 10 juin           | Roger Payne                 | Biologiste américain.                                                                                    | 88    | (en)   |
| 10 juin           | Jim Turner                  | Joueur américain de football américain.                                                                  | 82    | (en)   |
| 11 juin           | Mikio Aoki                  | Homme politique japonais.                                                                                | 89    | (en)   |
| 11 juin           | Charles Cadogan             | 8e comte Cadogan, pair et propriétaire terrien milliardaire britannique.                                 | 86    | (en)   |
| 11 juin           | Stanley Clinton-Davis       | Homme politique et avocat britannique.                                                                   | 94    | (en)   |
| 11 juin           | Jean-Philippe Cotis         | Économiste et haut-fonctionnaire français.                                                               | 65    |        |
| 11 juin           | Suna Kan                    | Violoniste turque.                                                                                       | 86    | (tr)   |
| 11 juin           | Sadao Nakajima              | Scénariste et réalisateur japonais.                                                                      | 88    | (en)   |
| 11 juin           | John Nkemngong Nkengasong   | Dramaturge, romancier, poète et universitaire camerounais.                                               | 64    | (en)   |
| 11 juin           | Danièle Poupardin           | Médecin, psychanalyste et militante d'extrême-gauche française.                                          | 86    |        |
| 11 juin           | Magda Saleh                 | Actrice et danseuse de ballet égyptienne.                                                                | 79    | (en)   |
| 11 juin           | Jean Wicki                  | Bobeur suisse, champion et médaillé de bronze olympique (1968, 1972).                                    | 89    | (en)   |
| 12 juin           | Silvio Berlusconi           | Homme d'affaires et homme d'État italien.                                                                | 86    |        |
| 12 juin           | Jose Castro                 | Styliste espagnol.                                                                                       | 52    | (es)   |
| 12 juin           | John Fru Ndi                | Homme politique camerounais.                                                                             | 81    |        |
| 12 juin           | Mette Gjerskov              | Femme politique danoise.                                                                                 | 56    | (da)   |
| 12 juin           | Harvey Glance               | Athlète américain, champion aux Jeux olympiques d'été de 1976.                                           | 66    | (en)   |
| 12 juin           | Sergueï Goriatchev          | Général de division russe.                                                                               | 52    | (ru)   |
| 12 juin           | Carol Higgins Clark         | Actrice et romancière américaine.                                                                        | 66    | (en)   |
| 12 juin           | Ronnie Knight               | Escroc britannique.                                                                                      | 89    | (en)   |
| 12 juin           | William Lloyd George        | 3e vicomte Tenby, pair et ancien officier de l'armée britannique.                                        | 95    | (en)   |
| 12 juin           | Reggie Moore                | Joueur de basket-ball américain naturalisé angolais.                                                     | 42    | (en)   |
| 12 juin           | Francesco Nuti              | Acteur et réalisateur italien.                                                                           | 68    | (it)   |
| 12 juin           | Jean-Luc Pouthier           | Historien français.                                                                                      | 69    |        |
| 12 juin           | Mogchok Rinpoché            | Lama tibétain.                                                                                           | 71    |        |
| 12 juin           | John Romita Sr.             | Dessinateur de comics américain.                                                                         | 93    |        |
| 12 juin           | Treat Williams              | Acteur, réalisateur et producteur américain.                                                             | 71    | (en)   |
| 12 juin           | Vyacheslav Zaytsev          | Joueur de volley-ball soviétique puis russe, triple médaillé olympique (1976, 1980, 1988).               | 70    | (ru)   |
| 13 juin           | Barbara Bailar              | Statisticienne américaine.                                                                               | 87/88 | (en)   |
| 13 juin           | Pierre Cabanes              | Épigraphiste et historien français.                                                                      | 92    | (sq)   |
| 13 juin           | Viktor Lisitsky             | Gymnaste soviétique, quintuple médaillé d'argent olympique (1964, 1968).                                 | 83    | (ru)   |
| 13 juin           | Jean-Pierre Marongiu        | Entrepreneur, conférencier et écrivain français.                                                         | 66    |        |
| 13 juin           | Cormac McCarthy             | Écrivain américain.                                                                                      | 89    | (en)   |
| 13 juin           | Paul Rendall                | Joueur de rugby à XV britannique.                                                                        | 69    |        |
| 14 juin           | Peter Beighton              | Médecin interniste et généticien sud-africain                                                            | 88    | (en)   |
| 14 juin           | Charles L. Blockson         | Universitaire, historien et essayiste américain.                                                         | 89    | (en)   |
| 14 juin           | Henri Boulad                | Jésuite de rite melkite et écrivain égyptien.                                                            | 91    | (hu)   |
| 14 juin           | Raimondo Crociani           | Monteur italien.                                                                                         | 77    | (it)   |
| 14 juin           | Joaquín Espert              | Homme politique espagnol.                                                                                | 84    | (es)   |
| 14 juin           | John Hollins                | Footballeur britannique.                                                                                 | 76    | (en)   |
| 14 juin           | Roman Jackiw                | Physicien théoricien américain d'origine polonaise.                                                      | 83    | (en)   |
| 14 juin           | Edgar Kesteloot             | Scientifique belge.                                                                                      | 100   |        |
| 14 juin           | Guy Meauxsoone              | Spéléologue, directeur de la photographie et réalisateur de documentaires belge.                         | 76    |        |
| 14 juin           | K. R. Parthasarathy         | Mathématicien indien.                                                                                    | 86    | (en)   |
| 14 juin           | John Pelling                | Épéiste britannique, médaillé d'argent aux Jeux olympiques d'été de 1960.                                | 87    | (en)   |
| 14 juin           | Vladimir Shmelev            | Pentathlonien soviétique, champion aux Jeux olympiques d'été de 1972.                                    | 76    | (ru)   |
| 14 juin           | Nikolay Sviridov            | Athlète soviétique.                                                                                      | 85    | (ru)   |
| 14 juin           | Kurt Wünsche                | Juriste et homme politique est-allemand puis allemand.                                                   | 93    | (de)   |
| 15 juin           | Glenda Jackson              | Actrice et femme politique britannique.                                                                  | 87    |        |
| 15 juin           | Antonio Jiménez Quiles      | Coureur cycliste espagnol.                                                                               | 88    | (es)   |
| 15 juin           | Nicholas Kaiser             | Cosmologiste britannique.                                                                                | 68    | (en)   |
| 15 juin           | Gordon McQueen              | Footballeur britannique.                                                                                 | 70    |        |
| 15 juin           | Cabrel Nanjip               | Artiste, humoriste et influenceur camerounais.                                                           | 32    |        |
| 15 juin           | Donald Grey Triplett        | Autiste américain.                                                                                       | 89    | (en)   |
| 16 juin           | Nicola De Angelis           | Prélat de l'Église catholique italien.                                                                   | 84    | (en)   |
| 16 juin           | Peter Dickinson             | Compositeur et musicologue britannique.                                                                  | 88    | (en)   |
| 16 juin           | Daniel Ellsberg             | Lanceur d'alerte, officier et écrivain américain.                                                        | 92    |        |
| 16 juin           | Philippe Fabry              | Voyageur et photographe français.                                                                        | 70    |        |
| 16 juin           | Ben Helfgott                | Haltérophile britannique, survivant de la Shoah.                                                         | 93    | (en)   |
| 16 juin           | Gino Mäder                  | Coureur cycliste suisse.                                                                                 | 26    |        |
| 16 juin           | Artur Aldomà Puig           | Dessinateur, peintre et sculpteur espagnol.                                                              | 88    | (ca)   |
| 16 juin           | Alfredo Rojas               | Footballeur international argentin.                                                                      | 86    | (es)   |
| 16 juin           | Esteban Volkov              | Chimiste mexicain.                                                                                       | 97    | (en)   |
| 16 juin           | Paxton Whitehead            | Acteur britannique.                                                                                      | 85    | (en)   |
| 17 juin           | Gilbert Dubuc               | Baryton belge.                                                                                           | 98    | (en)   |
| 17 juin           | Bill James                  | Écrivain britannique.                                                                                    | 93    | (en)   |
| 17 juin           | Antoine Kuszowski           | Footballeur français.                                                                                    | 76    |        |
| 17 juin           | Griot Maleki                | Chanteur et griot togolais.                                                                              | 33    |        |
| 18 juin           | Big Pokey                   | Rappeur américain.                                                                                       | 48    |        |
| 18 juin           | Gérard Charasse             | Homme politique français.                                                                                | 79    |        |
| 18 juin           | Isabel da Costa Ferreira    | Avocate et femme politique timoraise.                                                                    | 49    | (pt)   |
| 18 juin           | Hamish Harding              | Aviateur, homme d'affaires et explorateur britannique.                                                   | 58    | (en)   |
| 18 juin           | Jean-Louis Hoffet           | Pasteur, journaliste et homme politique français.                                                        | 82    |        |
| 18 juin           | Paul-Henri Nargeolet        | Océanaute, sous-marinier et chercheur français.                                                          | 77    |        |
| 18 juin           | Teresa Nervosa              | Musicienne et actrice américaine.                                                                        | 60    | (en)   |
| 18 juin           | Hardeep Singh Nijjar        | Militant politique et religieux canado-indien.                                                           | 45    | (en)   |
| 18 juin           | Richard Stockton Rush       | Entrepreneur américain.                                                                                  | 61    |        |
| 18 juin           | Sabine Wils                 | Femme politique allemande.                                                                               | 64    | (de)   |
| 19 juin           | Florin Aftalion             | Économiste français.                                                                                     | 85    |        |
| 19 juin           | Pierre Aubert               | Homme politique suisse.                                                                                  | 94    |        |
| 19 juin           | Karolis Chvedukas           | Footballeur lituanien.                                                                                   | 32    | (lt)   |
| 19 juin           | Grigori Demidovtsev         | Écrivain soviétique puis russe.                                                                          | 62    | (ru)   |
| 19 juin           | Marie-Pierre Duhamel-Muller | Programmatrice de cinéma, enseignante et documentariste française.                                       | 70    |        |
| 19 juin           | Jim McCourt                 | Boxeur irlandais, médaillé de bronze aux Jeux olympiques d'été de 1964.                                  | 79    | (en)   |
| 19 juin           | Célestin Mpoua              | Handballeur puis entraîneur congolais.                                                                   | 65    |        |
| 19 juin           | Diane Rowe                  | Pongiste britannique.                                                                                    | 90    | (en)   |
| 19 juin           | Gabriele Schnaut            | Artiste lyrique allemande.                                                                               | 72    | (de)   |
| 20 juin           | Jean-Marie Aubron           | Homme politique français.                                                                                | 85    |        |
| 20 juin           | Sungbong Choi               | Chanteur sud-coréen.                                                                                     | 33    | (en)   |
| 20 juin           | El Pasador                  | Musicien italien.                                                                                        | 90    | (it)   |
| 20 juin           | Claude Sarraute             | Femme de lettres et journaliste française.                                                               | 95    |        |
| 21 juin           | Guillermo Escalada          | Joueur de football international uruguayen.                                                              | 87    | (es)   |
| 21 juin           | Winnie Ewing                | Femme politique écossaise.                                                                               | 93    | (en)   |
| 21 juin           | Lucia Hippolito             | Politologue, journaliste et historienne brésilienne.                                                     | 72    | (pt)   |
| 21 juin           | Charly Koubesserian         | Maquilleur français d'origine arménienne.                                                                | 92    |        |
| 22 juin           | Mireille Adaré Gassawily    | Enseignante, entrepreneure et femme politique camerounaise.                                              | 49    |        |
| 22 juin           | Peter Brötzmann             | Saxophoniste et clarinettiste allemand de jazz.                                                          | 82    | (en)   |
| 22 juin           | Stéphane Demol              | Footballeur belge.                                                                                       | 57    |        |
| 22 juin           | Horst-Dieter Höttges        | Footballeur allemand.                                                                                    | 79    | (de)   |
| 22 juin           | Pierre Jutras               | Scénariste et réalisateur québécois.                                                                     | 78    |        |
| 22 juin           | Harry Markowitz             | Économiste américain.                                                                                    | 95    | (en)   |
| 22 juin           | Gyōji Nomiyama              | Peintre japonais de style occidental yōga.                                                               | 102   | (ja)   |
| 22 juin           | Alain Raës                  | Pianiste français.                                                                                       | 76    |        |
| 22 juin           | Marion Reid                 | Femme politique canadienne.                                                                              | 94    | (en)   |
| 22 juin           | Eddy Vaccaro                | Auteur de bande dessinée français.                                                                       | 50    |        |
| 23 juin           | Frederic Forrest            | Acteur américain.                                                                                        | 86    | (en)   |
| 23 juin           | Denise Grünstein            | Photographe finlandaise.                                                                                 | 72    | (sv)   |
| 23 juin           | Sheldon Harnick             | Parolier américain.                                                                                      | 99    | (en)   |
| 23 juin           | Kang Man-gil                | Historien sud-coréen.                                                                                    | 89    | (ko)   |
| 23 juin           | Omer Léger                  | Homme politique canadien.                                                                                | 92    |        |
| 23 juin           | Isabelle Manamorou          | Femme politique camerounaise.                                                                            | 48/49 |        |
| 23 juin           | Willem Nijholt              | Acteur, danseur et chanteur néerlandais.                                                                 | 88    | (nl)   |
| 23 juin           | Donna Pope                  | Femme politique américaine.                                                                              | 91    | (en)   |
| 23 juin           | Lee Rausch                  | Batteur américain.                                                                                       | 58    | (en)   |
| 23 juin           | Paul de Senneville          | Compositeur et producteur de musique français.                                                           | 89    |        |
| 23 juin           | Betta St. John              | Actrice, chanteuse et danseuse américaine.                                                               | 93    | (en)   |
| 24 juin           | Claude Barzotti             | Chanteur italo-belge.                                                                                    | 69    |        |
| 24 juin           | Ian Browne                  | Coureur cycliste sur piste australien, champion aux Jeux olympiques d'été de 1956.                       | 92    | (en)   |
| 24 juin           | Raymond Cassagnol           | Aviateur et homme d'affaires haïtien.                                                                    | 102   | (en)   |
| 24 juin           | Margaret McDonagh           | Personnalité politique britannique.                                                                      | 61    | (en)   |
| 24 juin           | Alain Pierret               | Diplomate français.                                                                                      | 92    |        |
| 24 juin           | Cédric Roussel              | Footballeuir belge.                                                                                      | 45    |        |
| 24 juin           | Dean Smith                  | Athlète de sprint américain, champion aux Jeux olympiques d'été de 1952.                                 | 91    | (en)   |
| 24 juin           | Taufa Vakatale              | Femme politique fidjienne.                                                                               | 85    | (en)   |
| 24 juin           | Odile Vouaux                | Nageuse française.                                                                                       | 88    |        |
| 24 juin           | Rachel Yakar                | Chanteuse lyrique soprano française.                                                                     | 87    |        |
| 25 juin           | Wilhelm Büsing              | Cavalier allemand de concours complet, médaillé d'argent et de bronze aux Jeux olympiques d'été de 1952. | 102   | (en)   |
| 25 juin           | William Dunker              | Chanteur belge.                                                                                          | 64    |        |
| 25 juin           | Jean-Paul Gilli             | Avocat français.                                                                                         | 92    |        |
| 25 juin           | John B. Goodenough          | Physicien et professeur américain.                                                                       | 100   | (en)   |
| 25 juin           | Ann Leslie                  | Journaliste britannique.                                                                                 | 82    | (en)   |
| 25 juin           | Jeremy Nel                  | Joueur de rugby à XV sud-africain.                                                                       | 88    | (en)   |
| 26 juin           | Robin Aisher                | Skipper britannique, médaillé de bronze aux Jeux olympiques d'été de 1968.                               | 89    | (en)   |
| 26 juin           | Mady Ariès                  | Historienne française.                                                                                   | 97    |        |
| 26 juin           | Óscar Arizaga               | Footballeur international péruvien.                                                                      | 65    | (es)   |
| 26 juin           | Craig Brown                 | Joueur puis entraîneur écossais de football.                                                             | 82    |        |
| 26 juin           | Florence Chenoweth          | Femme politique libérienne.                                                                              | 78    | (en)   |
| 26 juin           | Nicolas Coster              | Acteur britannique.                                                                                      | 89    |        |
| 26 juin           | Ysabelle Lacamp             | Romancière, chanteuse et actrice française.                                                              | 68    |        |
| 26 juin           | Sanjoy K. Mitter            | Ingénieur indien.                                                                                        | 89    | (en)   |
| 26 juin           | David Ogilvy                | Pair écossais, 13e comte d'Airlie.                                                                       | 97    | (en)   |
| 26 juin           | Salim Saadi                 | Militaire et homme politique algérien.                                                                   | 86    |        |
| 26 juin           | Lloyd Erskine Sandiford     | Homme politique barbadien.                                                                               | 86    | (en)   |
| 26 juin           | Vladimir Sedov              | Haltérophile kazakhstanais.                                                                              | 35    | (ru)   |
| 27 juin           | Marie-Joseph Bissonnier     | Homme politique français.                                                                                | 82    |        |
| 27 juin           | Jacques Bénédé              | Joueur de rugby à XV français.                                                                           | 85    |        |
| 27 juin           | Peter Bieri                 | Philosophe et écrivain suisse de langue allemande.                                                       | 79    |        |
| 27 juin           | Henri Castel                | Joueur de rugby à XV français.                                                                           | 89    |        |
| 27 juin           | Jean Charbonnier            | Prêtre missionnaire français.                                                                            | 91    |        |
| 27 juin           | Daniel Gard                 | Homme politique français.                                                                                | 73    |        |
| 27 juin           | Evelyn Boyd Granville       | Mathématicienne américaine.                                                                              | 99    | (en)   |
| 27 juin           | Ryan Mallett                | Joueur américain de football américain.                                                                  | 35    |        |
| 27 juin           | Bernard Mélois              | Sculpteur français.                                                                                      | 84    |        |
| 27 juin           | Carmen Sevilla              | Actrice, chanteuse et danseuse espagnole.                                                                | 92    | (es)   |
| 28 juin           | Soumia Benkhaldoun          | Ingénieure et femme politique marocaine.                                                                 | 60    |        |
| 28 juin           | Joseph-Marie Bipoun-Woum    | Professeur d'université et homme politique camerounais.                                                  | 82    |        |
| 28 juin           | Jean-Michel Cazes           | Viticulteur et viniculteur français.                                                                     | 88    |        |
| 28 juin           | Louis Gauthier              | Écrivain canadien.                                                                                       | 78    |        |
| 28 juin           | Román Emery                 | Footballeur espagnol.                                                                                    | 92    | (es)   |
| 28 juin           | Sue Johanson                | Infirmière, éducatrice et animatrice de télévision canadienne.                                           | 93    | (en)   |
| 28 juin           | Kenneth Riegel              | Ténor américain.                                                                                         | 85    |        |
| 28 juin           | Faruk Salgar                | Chanteur turc.                                                                                           | 61    | (tr)   |
| 28 juin           | Rabiatou Serah Diallo       | Syndicaliste guinéenne.                                                                                  | 73    |        |
| 28 juin           | Lowell Weicker              | Homme politique américain.                                                                               | 92    | (en)   |
| 29 juin           | Alan Arkin                  | Acteur américain.                                                                                        | 89    | (en)   |
| 29 juin           | Paulette Bisseck            | Femme politique camerounaise.                                                                            | 69    |        |
| 29 juin           | Jean-Marie Jacquemin        | Pilote de rallyes belge.                                                                                 | 80    |        |
| 29 juin           | Harry Klugmann              | Cavalier allemand, médaillé de bronze aux Jeux olympiques d'été de 1972.                                 | 82    | (de)   |
| 29 juin           | Stephen Owen                | Homme politique canadien.                                                                                | 74    | (en)   |
| 29 juin           | Barry Phillips-Moore        | Joueur de tennis australien.                                                                             | 85    | (en)   |
| 29 juin           | Tapley Seaton               | Homme d'État christophien.                                                                               | 72    | (en)   |
| 29 juin           | Anne Segalen                | Parolière française.                                                                                     | 85    |        |
| 29 juin           | Angel Wagenstein            | Cinéaste et écrivain bulgare.                                                                            | 100   | (bg)   |
| 29 juin           | Anita Wood                  | Actrice américaine.                                                                                      | 85    | (en)   |
| 30 juin           | Monte Cazazza               | Artiste et compositeur américain.                                                                        | 68    | (en)   |
| 30 juin           | Hélène Clastres             | Ethnologue et anthropologuefrançaise.                                                                    | 87    |        |
| 30 juin           | Darren Drozdov              | Catcheur américain.                                                                                      | 54    | (en)   |
| 30 juin           | Farimah Farjami             | Actrice iranienne.                                                                                       | 71    | (fa)   |
| 30 juin           | Robert Fernley              | Homme d'affaires et dirigeant britannique du sport automobile.                                           | 70    |        |
| 30 juin           | Jean-Louis Germain          | Peintre français.                                                                                        | 88    |        |
| 30 juin           | Jean-Michel Gros            | Homme politique suisse.                                                                                  | 70    |        |
| 30 juin           | Hsiao Chin                  | Peintre, graveur et artiste graphique chinois.                                                           | 87/88 | (en)   |
| 30 juin           | Laird Koenig                | Écrivain et scénariste américain.                                                                        | 95    | (en)   |
| 30 juin           | Janne Korhonen              | Taekwondoïste finlandais.                                                                                | 53    | (fi)   |
| 30 juin           | Alain Lithaud               | Compositeur de musique électro-acoustique français.                                                      | 76    |        |
| 30 juin           | Marc-André Lussier          | Journaliste et critique de cinéma canadien.                                                              | 63    |        |
| 30 juin           | Micere Githae Mugo          | Dramaturge et autrice kényane.                                                                           | 80    | (en)   |
| 30 juin           | Vahidin Musemić             | Footballeur yougoslave puis bosnien.                                                                     | 76    | (en)   |
| 30 juin           | André-Maurice Pihouée       | Homme politique français.                                                                                | 90    |        |
| 30 juin           | Valentina Zazdravnykh       | Joueuse soviétique de hockey sur gazon, médaillée de bronze aux Jeux de 1980.                            | 68    | (ru)   |
| date indéterminée | Im Ji-hye                   | Mannequin sud-coréenne.                                                                                  | 35    |        |